# Макаров Валентин Іванович
Валентин Іванович Макаров  — радянський діяч, заступник, 1-й заступник голови Ради міністрів РРФСР. Депутат Верховної ради РРФСР 2-го скликання.

## Життєпис
Освіта вища. Член ВКП(б).
13 квітня 1939 — 6 вересня 1940 року — народний комісар промисловості будівельних матеріалів РРФСР.
6 вересня 1940 — липень 1946 року — народний комісар (з березня 1946 року —  міністр) комунального господарства РРФСР.
У липні 1946 — 26 червня 1948 року — заступник голови Ради міністрів РРФСР.
26 червня 1948 — 12 липня 1949 року — 1-й заступник голови Ради міністрів РРФСР.
Подальша доля невідома.

## Нагороди
- орден Трудового Червоного Прапора